# Pendlerkids
Pendlerkids er en dansk tv-serie for børn i 45 afsnit fordelt på tre sæsoner. 
Serien handler om "Børnetoget", hvor skilsmissebørn rejser med uden tilstedeværelse af voksne personer udover en børnepasser ved navn Ole. Børnene benytter sig af toget, når de skal rejse fra den ene landsdel til den anden for at besøge henholdsvis deres mor og/eller far. Serien er ikke en dokumentar men en fiktiv serie, der har valgt børnetoget som dens scene. Hvert afsnit varer 15 minutter, og udover en kort scene i starten og slutningen på Kolding Station og Københavns Hovedbanegård, så foregår afsnittet i toget. 
Første sæson består af 15 afsnit, der blev sendt på DR Ramasjang fra 22. oktober til 21. november 2012. Optagelserne til anden sæson der ligeledes består af 15 afsnit begyndte i april 2013 og efterfølgende blev afsnittene sendt på DR Ultra fra 20. oktober til 20. november 2013. Tredje sæson blev sendt på DR Ultra fra 19. oktober til 18. november 2014.

## Personer

### Børn
- Kasper (spilles af Hannibal Harbo Rasmussen) er hovedpersonen, der elsker musik og rap og bor hos sin far Jan i Kolding, hvor han tager toget til København. Kasper er forelsket i Marie, men han dummer sig tit over for hende. Han havde ikke så mange venner, inden han begyndte at køre med Børnetoget.
- Marie (spilles af Lisa Dankyi-Appah Thomsen) er en pige, som elsker musik. Hendes far Steve er dommer i det fiktive talentprogram Stjernejagt, og desuden mener han, at han er Pendlerkids' manager. Hun tager også toget fra Kolding ligesom Kasper. Marie er meget bestemt og gør ikke noget, hun ikke har lyst til.
- Tobias (spilles af Louis Sylvester Larsen) elsker musik og at lave fede beats. Kasper og Tobias finder hurtig sammen, og Tobias laver ofte beats til Kaspers raptekster. Han står på toget i Fredericia. Tobias har en lille kamp med Lucas om, hvem der laver det bedste musik. Han hjælper tit Kasper med hans pigeproblemer.
- Rikke (spilles af Nina Ravnkjær) er lillesøster til Tobias. Hun er klogere end sine jævnaldrende, og hun elsker at tage pis på Ole, der er togets børnepasser. I 3. sæson ændrer hun sig meget. Hendes stil bliver mere rocket og flippet. Drengene i toget synes pludseligt, at hun er rigtig interessant.
- Pil (spilles af Josephine Højbjerg) står formentlig på toget før Kolding, da man aldrig ser hende stå på. Pil er en rigtig diva, og hun elsker at bestemme alt. Hun elsker at danse og gør det også i bandet. Pil vil gerne være med i Pendlerkids, fordi de er meget populære. Og derfor laver hun også Pendlerkids med - og prøver at overtage deres plads.
- Magnus (spilles af Anthon Edwards Knudtzon) er Pils noget dummere storebror og gentager ofte, hvad Pil siger. Magnus er helt vild med sin sixpack. Han synger i Pendlerkids, men danser også en smule.
- Lucas (spilles af Johannes Stilhoff) kommer med i 2. sæson som den mystiske popkomponist, der giver Kasper modspil. Lucas kan godt lide at irritere Kasper, og eftersom de begge falder for Marie, er der en hvis konkurrence om, hvem af dem hun bedst kan lide. I 3. sæson falder Lucas for Rikke.

### Voksne
- Ole (spilles af Ole Thestrup) er togets børnepasser, som påstår at være noget nær et geni. Han håndhæver reglerne til punkt og prikke.
- Steve (spilles af Timm Vladimir) er Maries far og dommer i talentprogrammet Stjernejagt.
- Jan (spilles af Uffe Rørbæk Madsen) er Kaspers far. Han flyttede til Kolding, da han og Kaspers mor blev skilt. Han arbejder på et museum, og da han møder Maries mor Trine, falder han hurtigt for hende.
- Trine (spilles af Laura Allen Müller Smith) er Maries mor. Hun bor i Kolding, og hun ender med at falde for Kaspers far.
- Jette (spilles af Signe Skov) er Kaspers mor, som bor i København.
- Tobias og Rikkes far bliver spillet af Morten Hebsgaard.

I løbet af serien medvirker forskellige kendte personer desuden som sig selv som passagerer i toget. I første sæson optræder Jokeren (Jesper Dahl) i afsnit 5, Sys Bjerre i afsnit 9 og Thomas Blachman i afsnit 13. I afsnit 15 medvirker børnenes desuden i DR's aktualitetsprogram Aftenshowet. I anden sæson medvirker Simon Kvamm i afsnit 6, Simon Talbot i afsnit 8 og Sofie Østergaard i afsnit 9. I tredje sæson medvirker Barbara Moleko i afsnit 9, Dennis Knudsen i afsnit 10, Lina Rafn i afsnit 12 og Margrethe Vestager i afsnit 15.

## Produktion
Serien er kreeret af Nikolaj Peyk, Wadt Thomsen og Oliver Zahle. Nikolaj Peyk er hovedforfatter og har skrevet manuskripterne sammen med Jens Korse. Oliver Zahle er koncepturerende instruktør og har instrueret første sæson sammen med Christian Grønval. Anden sæson er instrueret af Oliver Zahle alene. Sangene er skrevet af Kristian Humaidan - bedre kendt som UFO fra UFO Yepha - og Bo Rasmussen - bedre kendt som Bossy Bo fra Østkyst Hustlers. Serien er produceret af Wadt Thomsen og produktionsselskabet er Grif Film for DR med kanalredaktør Kirstine Vinderskov.

## Togene
I virkelighedens verden er der ikke noget, der hedder Børnetoget. Derimod er der fredag og søndag eftermiddag en afdeling med børneguide for børn i alderen 4-15 år, der rejser alene i InterCity mellem København og Aalborg hhv. Esbjerg og i InterCityLyn mellem København og Frederikshavn. Børn til og fra Kolding som i serien benytter således toget til og fra Esbjerg. I praksis er optagelserne dog foretaget i toget til og fra Sønderborg, som kobles med Esbjerg-toget i Kolding, men som altså ikke selv har børneguide. Undervejs ses i øvrigt også børn, der står på i Fredericia, til trods for at togene fra Esbjerg hhv. Sønderborg slet ikke kommer forbi der.
De indvendige optagelser er foretaget i et togsæt af typen IR4, der kører til og fra Sønderborg. Esbjerg-togene, som børneguiden rigtig befinder sig i, køres derimod af IC3. Ved første øjekast kan de to typer godt forveksles, ikke mindst takket være den identiske front med gumminæse, og i de udvendige optagelser ses de da også begge to i flæng. Forskellen er at IC3 har tre vogne og kører på diesel, mens IR4 har fire vogne og er elektrisk. Indvendig kan de kan bl.a. kendes på, at IC3 har den elektroniske pladsreservering indbygget i bagagehylderne, mens IR4 har det i en bjælke over vinduerne. IC3 og IR4 kan dog godt sammenkobles, hvilket sker flere gange dagligt i f.eks. netop Kolding, når IR4 fra Sønderborg møder IC3 fra Esbjerg og fortsætter sammen til København.
Af andre tog ses i første et gult rangerlokomotiv litra MK i luftoptagelserne fra Kolding. I København ses tilsvarende et gråt togsæt X2, der benyttes til de svenske højhastighedstog SJ 2000 (tidligere X2000). I anden sæson indledes flere afsnit i Kolding med et gennemkørende godstog trukket af et ellokomotiv der enten er en dansk litra EG eller en tysk Baureihe 185. I København ses bl.a. Øresundstog og regionaltog med dobbeltdækkervogne.

## Afsnit

### Første sæson
Første sæson af Pendlerkids er på 15 afsnit, der sendtes over en fem-ugers periode med nye afsnit hver mandag, tirsdag og onsdag og med efterfølgende genudsendelser.
| #  | Titel                   | Første sendedag   |
| -- | ----------------------- | ----------------- |
| 01 | "Ny dreng i toget"      | 22. oktober 2012  |
| 02 | "Kaspers CD"            | 23. oktober 2012  |
| 03 | "Mere mainstream"       | 24. oktober 2012  |
| 04 | "Mobning"               | 29. oktober 2012  |
| 05 | "Gangstere og bitches"  | 30. oktober 2012  |
| 06 | "Kærester eller ej"     | 31. oktober 2012  |
| 07 | "Rikkes blokfløjte"     | 5. november 2012  |
| 08 | "Youtube-stjernerne"    | 6. november 2012  |
| 09 | "Et godt råd"           | 7. november 2012  |
| 10 | "Ud af toget"           | 12. november 2012 |
| 11 | "At fyre den totalt af" | 13. november 2012 |
| 12 | "Kontrakten"            | 14. november 2012 |
| 13 | "VIP på første klasse"  | 19. november 2012 |
| 14 | "Pendler-T-shirts"      | 20. november 2012 |
| 15 | "Aftenshowet"           | 21. november 2012 |

### Anden sæson
Ligesom ved første sæson sendtes de nye afsnit af Pendlerkids hver mandag, tirsdag og onsdag. Dog vistes første afsnit også søndag 20. oktober i forlængelse af en marathonvisning af samtlige afsnit fra første sæson.
| #  | Titel                   | Første sendedag   |
| -- | ----------------------- | ----------------- |
| 01 | "En stor nyhed"         | 20. oktober 2013  |
| 02 | "Den sidste koncert"    | 22. oktober 2013  |
| 03 | "Pest i Odense"         | 23. oktober 2013  |
| 04 | "Av min fod"            | 28. oktober 2013  |
| 05 | "Del og hersk"          | 29. oktober 2013  |
| 06 | "Ham fra Nephew"        | 30. oktober 2013  |
| 07 | "Et ubehageligt tilbud" | 4. november 2013  |
| 08 | "Afsløret"              | 5. november 2013  |
| 09 | "Journalist i toget"    | 6. november 2013  |
| 10 | "Vi to hører sammen"    | 11. november 2013 |
| 11 | "Dårlig timing"         | 12. november 2013 |
| 12 | "Alt for voldsomt"      | 13. november 2013 |
| 13 | "Udstødt"               | 18. november 2013 |
| 14 | "Grønt lys"             | 19. november 2013 |
| 15 | "Vilde vulkaner"        | 20. november 2013 |

### Tredje sæson
Der var snigpremiere på Pendlerkids III den 19. oktober 2014 kl. 19:45. Den officielle premiere på sæson 3 var den 20. oktober 2014 kl. 19:45. Serien kørte ligesom de foregående sæsoner hver mandag - onsdag på DR Ultra.
| #  | Titel                        | Første sendedag   |
| -- | ---------------------------- | ----------------- |
| 01 | "Et stort tilbud"            | 19. oktober 2014  |
| 02 | "Pumpestationen"             | 20. oktober 2014  |
| 03 | "Kysset"                     | 21. oktober 2014  |
| 04 | "De magiske fem"             | 22. oktober 2014  |
| 05 | "Viral basker"               | 27. oktober 2014  |
| 06 | "Terapigruppen"              | 28. oktober 2014  |
| 07 | "Lucas & Marie?!"            | 29. oktober 2014  |
| 08 | "En sang til radioen"        | 3. november 2014  |
| 09 | "I radioen"                  | 4. november 2014  |
| 10 | "Børnevognen skrottes"       | 5. november 2014  |
| 11 | "Det nye DSB"                | 10. november 2014 |
| 12 | "Gamle Ole"                  | 11. november 2014 |
| 13 | "Solo-jobbet"                | 12. november 2014 |
| 14 | "TV-Avisen"                  | 17. november 2014 |
| 15 | "Koncert ved Christiansborg" | 18. november 2014 |

## Hæder
- 2013
  - Robertfesten 2013: Hannibal Harboe Rasmussen nomineret til Robert for årets mandlige hovedrolle – tv-serie[2]
- 2014
  - TV Prisen: Bedste børneprogram[3][4]
  - Robertfesten 2014[5]
    - Nomineret til Årets korte tv–serie
    - Lisa Dankyi-appah Thomsen nomineret til Årets kvindelige hovedrolle – tv-serie

## Referncer
1. ↑  DSB Børneguidebillet Arkiveret 13. november 2012 hos  Wayback Machine. Da 1. sæson blev optaget og sendt blev børnene til Frederikshavn dog i praksis kørt med bus fra Aalborg, da jernbanebroen over Limfjorden var spærret som følge af en påsejling tidligere på året.
2. ↑  "Årets Robert-nomineringer 2013". SF Film. Arkiveret fra originalen 11. marts 2014. Hentet 10. marts 2014.
3. ↑  Se vinderne af TV-Prisen 2014
4. ↑  https://www.dr.dk/nyheder/kultur/medier/tv-branchen-hyldede-sig-selv-saadan-blev-priserne-fordelt
5. ↑  "Fakta: Se alle årets 29 Robert-vindere". politikken. 26. januar 2014. Hentet 8. marts 2014.